# Pienso compuesto

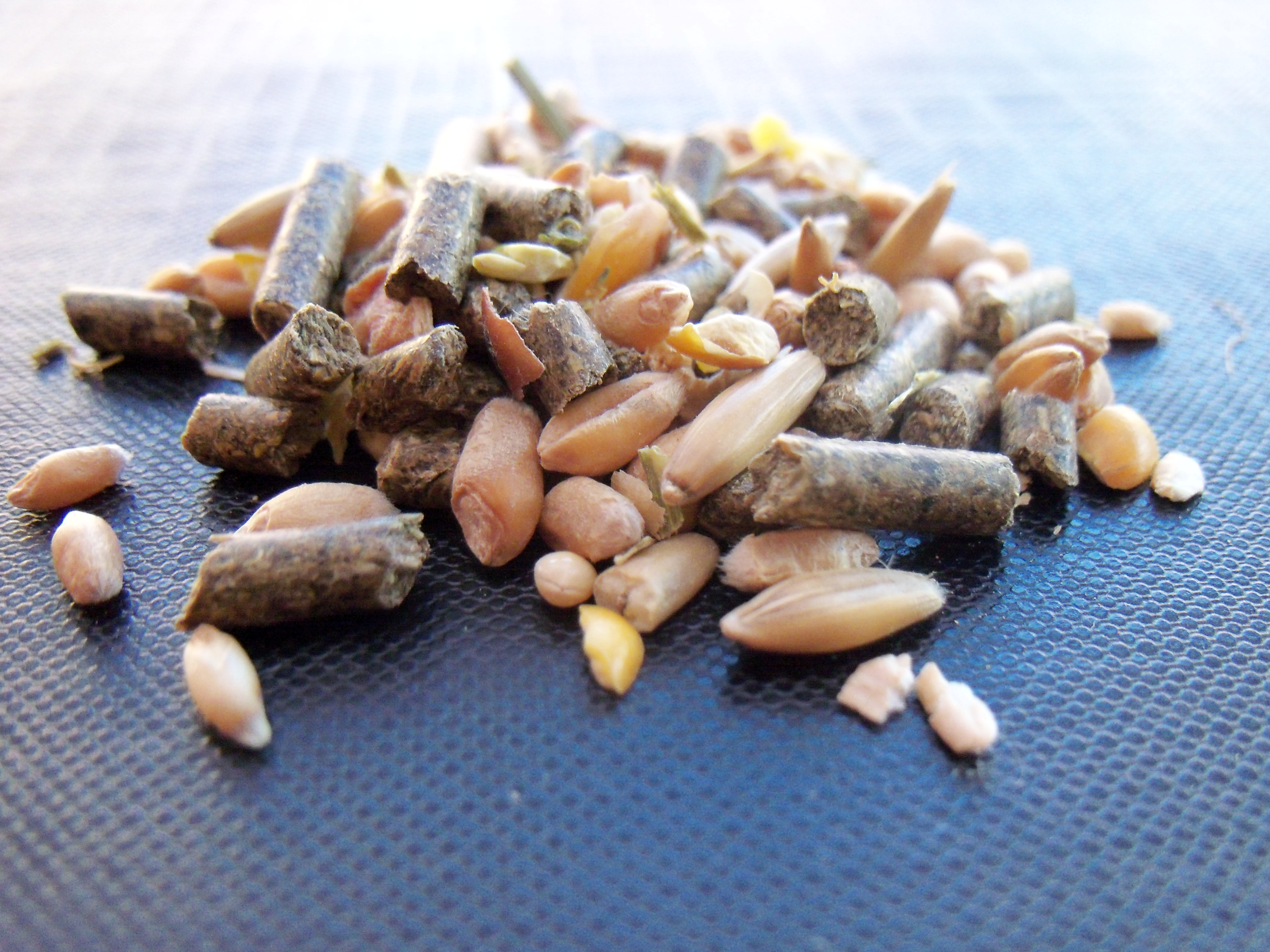
Mezcla de pienso

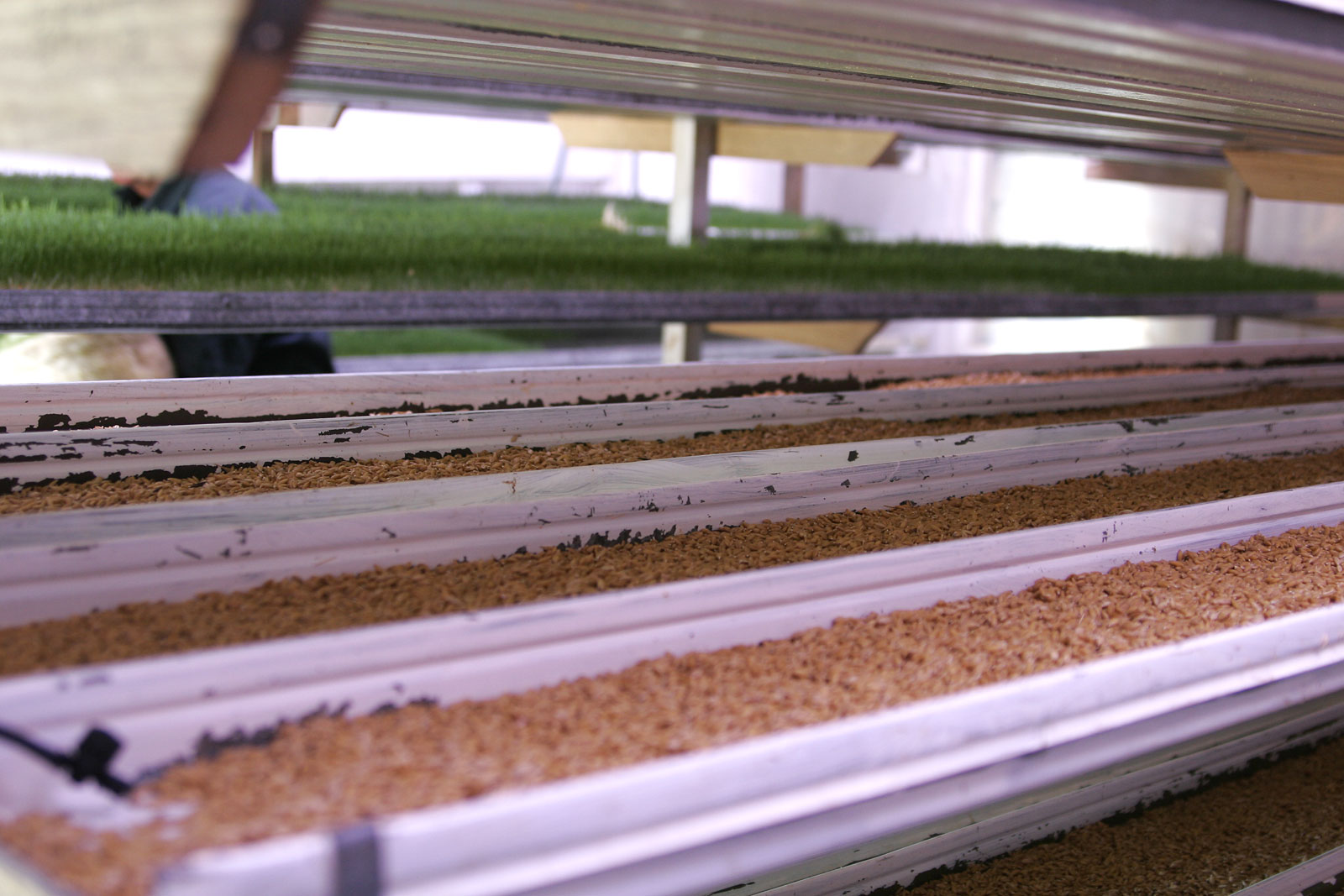
Fábrica de piensos.

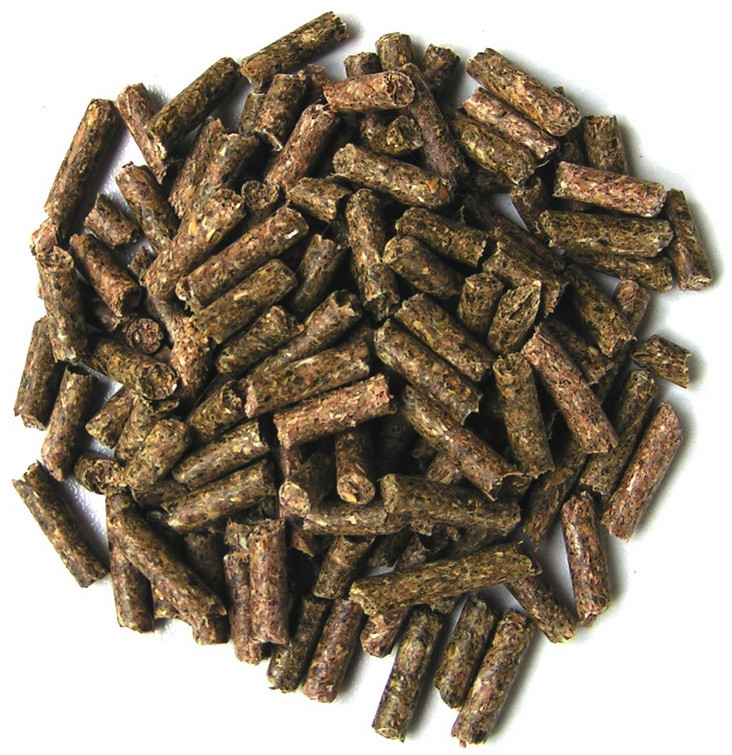
Pienso granulado para conejos.

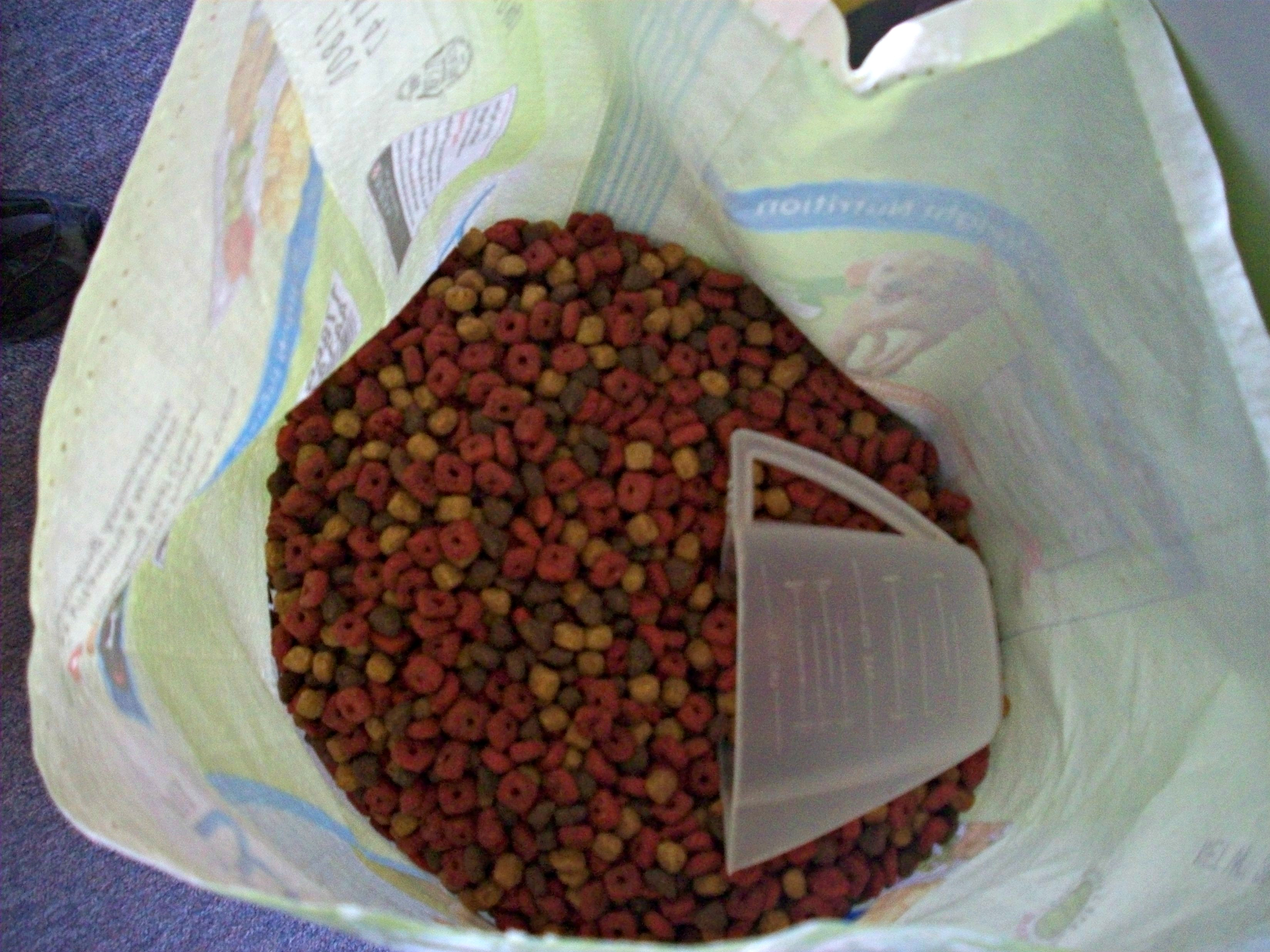
Pienso para perros.

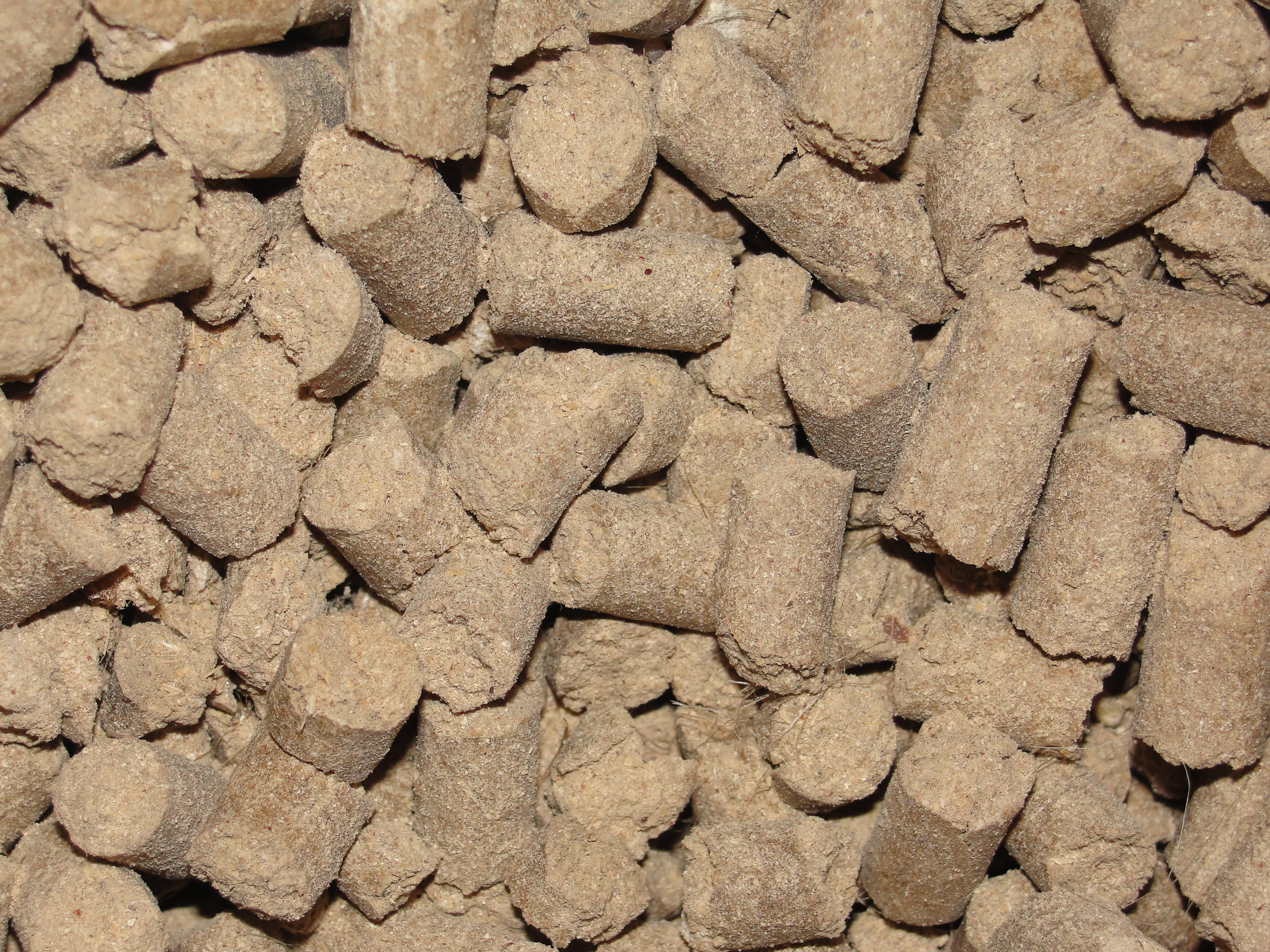
Pienso para ganado.

El pienso compuesto, o simplemente pienso, es un alimento para animales, constituido por una mezcla de materias primas (vegetales, animales y/o minerales) que son transformadas o no con el fin de lograr un alimento nutritivo y sano.
Se utiliza también pienso de manera más genérica, como lo hace la normativa legal europea, para referirse a «cualquier sustancia o producto, incluido los aditivos, destinado a la alimentación por vía oral de los animales, tanto si ha sido transformado entera o parcialmente como si no».
Cabe distinguir por un lado piensos completos, que se pueden utilizar como alimento único pues aportan todos los nutrientes necesarios para el animal, y que se utilizan sobre todo para aves, cerdos y animales de compañía. Y existen por otro lado piensos complementarios, cuyos nutrientes complementan a los del forraje que consumen caballos y animales rumiantes como vacas, ovejas o cabras. A estos suplementos alimenticios para animales se les conoce también como concentrados, y en algunos casos más concretos y hechos a medida, núcleos nutricionales.
Aunque cada pienso es específico de cada animal, a veces se puede usar uno de otra especie distinta. Por ejemplo, el pienso para gatos puede servir de alimento para pajarillos insectívoros como golondrinas, vencejos o gorriones (ablandándolos en agua); o perros. Sin embargo, el de perro no sirve para gatos (le falta taurina) o el de conejos no vale para cobayas (le falta vitamina C).
Las necesidades nutricionales varían según la edad del animal, el nivel de actividad o sensibilidades específicas. Durante el crecimiento las necesidades de proteínas y calcio, entre otros nutrientes, son mayores en proporción a la cantidad. Las empresas productoras de pienso han llevado al desarrollo de soluciones específicas para cada raza. Con estas fórmulas se pretende responder a las necesidades específicas en materia de nutrición.
Para la fabricación de pienso compuesto se pueden utilizar desde materias primas especialmente elaboradas con ese fin (como los cereales u otro cultivo), sustancias sintéticas (como la urea, que los rumiantes pueden utilizar para producir proteína) hasta desechos de la industria alimentaria (como peladuras de patata y otros restos vegetales o de origen animal que no tienen salida para el consumo humano). También se utilizan otras fuentes como el suero de leche, subproducto de la fabricación del queso y que puede alimentar a la misma vaca de la que proviene la leche para elaborar ese queso. La harina de lombriz también es una fuente de proteína muy buena para animales como los cerdos.
El gluten de trigo es uno de los principales ingredientes empleados en la industria de alimentos para mascotas, debido a su bajo coste económico y a sus propiedades adhesivas únicas, que permiten dar la únión necesaria y la forma a los gránulos al actuar como un pegamento.
Antes de la epidemia de encefalopatía espongiforme bovina (conocida comúnmente como «enfermedad de las vacas locas»), se alimentaba a las vacas y otros rumiantes con proteínas de origen animal,  Actualmente, se pueden utilizar otra vez proteínas de origen animal evitando destinarlas a la especie que las origina, y estando prohibido en rumiantes. El prion es posible destruirlo con seguridad, mediante tratamientos térmicos o de otro tipo.
Todos los piensos deben pasar unos controles para evitar que sean nocivos para el animal o los humanos que se alimentan con el animal o sus productos (leche, huevos, etc)

## Otras formas de suplementación
Otra formas de suplementación son unos bloques que contienen principalmente sales, calcio o melaza y se aprovecha para añadirle minerales, vitaminas, urea, etc. También se les suele llamar lamederos y pueden tener cierto grado de sofisticación; como un bloque en forma de rueda para que a medida que vaya girando se vaya desgastando uniformemente. También se dejan recipientes con melaza con una composición similar a la de los bloques y una consistencia similar a la miel. 
Estas formas de suplementación, permiten al animal obtener nutrientes extra cuando sienta la necesidad, pero también evita un consumo excesivo que le pueda perjudicar, ya que con los lametones no puede tomar mucha cantidad.

## Elaboración del pienso compuesto
Recepción de materias primas
A la fábrica de pienso llegan camiones que contienen los diferentes tipos de materias primas. Como son el maíz, soja, afrecho, granos de destilería, gluten, grasa y melaza entre muchos otros. Idealmente antes de proceder a la descarga de las materias primas en las piqueras, debería ser tomada una muestra representativa de cada camión para su posterior análisis.
Almacenamiento de las materias primas
En silos se almacenan las materias primas sólidas, harinas, granos, etc. Otros productos como la soya pueden ser almacenados en bodegas planas.
En silos de menor tamaño, y con un sistema de vapor para mantener las materias primas en estado líquido se almacenan las melazas y las grasas. Los minerales que llegan ensacados se almacenan en los pallets en una zona cubierta.
Silo de espera previo a la molienda. Molturación o molienda
Los granos es preciso molturarlos antes de la mezcla con el resto de las materias primas para facilitar la homogeneización de la mezcla
Dosificación
En esta etapa se pesa cada materia prima que se incorpora a la mezcla para asegurar que estarán en las proporciones adecuadas.
Mezcla
Consiste en la homogeneización de todos las materias primas incorporadas al pienso. En esta etapa se incorporan los minerales y aditivos.
Granulación
Algunos productos son granulados, ya sea en forma de pellet o en una extrusora, este es un proceso mecánico en el que confluyen varias fuerzas, como: fricción, presión, extrusión, así como incrementos de temperatura, que modifican ciertas características de las materias primas y que termina con una aglomeración de partículas que quedan en forma de gránulos o pellets.
Enfriador/secador
El alimento pienso caliente y húmedo entra en el sistema de enfriamiento, después de la granulación, donde puede haber peligro de acumulación de materia y riesgo de multiplicación bacteriana y de otros microorganismos. En esta etapa hay que controlar mucho la temperatura y procurar que el aire que entra en el enfriador provenga de una zona limpia.
Empaque
Cuando el producto está listo, este debe ser puesto a su disposición para el cliente final, esto se puede hacer colocándolo en sacos o transportado por medio de camiones graneleros hasta los silos de las granjas.

## Riesgos para la salud por el contenido en gluten

### Perros y gatos
En algunos perros y gatos, el gluten, ampliamente empleado en los piensos para mascotas, puede producir trastornos gastrointestinales o diarrea crónica. Una dieta sin gluten, sin lactosa y baja en grasas es la opción ideal en estos casos.
El setter irlandés puede desarrollar enteropatía sensible al gluten, una enfermedad similar a la enfermedad celíaca o la sensibilidad al gluten no celíaca de los seres humanos. Se trata de una enfermedad inflamatoria crónica del intestino delgado, determinada genéticamente y causada por el consumo de gluten.
Recientemente, se ha documentado en Border terriers una relación entre el síndrome de cólicos epileptoide canino (también denominado enfermedad de Spike), con la sensibilidad al gluten. Se trata de un trastorno neurológico que provoca síntomas similares a los de la epilepsia.

### Humanos
Los piensos de las mascotas y animales de granja normalmente contienen cereales con gluten, principalmente trigo, lo cual supone un riesgo para las personas con trastornos relacionados con el gluten. Pueden ser la causa de contaminaciones inadvertidas por gluten. Los restos en hocico, pelaje, etc. pueden acabar siendo ingeridos al acariciar o jugar con el animal o indirectamente, al contaminar las manos tras manipular el pienso. Asimismo, los restos en la manos, si no se toman las medidas adecuadas, pueden acabar contaminando los alimentos sin gluten durante su preparación. Las contaminaciones inadvertidas por gluten son la principal causa de la falta de recuperación de las personas con trastornos relacionados con el gluten. Solo la supresión estricta y mantenida del gluten permite la recuperación y prevenir contra el desarrollo de complicaciones de salud graves, como otras enfermedades autoinmunes, cánceres, trastornos neurológicos y osteoporosis.

## Composición del pienso para perros

### Generalidades
La comida para perros se compone básicamente de componentes orgánicos e inorgánicos. La comida para perros contiene nutrientes en distintas proporciones, entre los que se encuentran los hidratos de carbono, las grasas y las proteínas, el agua, los minerales (macroelementos y oligoelementos) y otros aditivos como las vitaminas y los antioxidantes. El contenido en nutrientes se considera el principal criterio para evaluar la calidad un alimento para perros.
Además es muy importante la digestibilidad del alimento, una cualidad que no puede valorarse únicamente a partir de la lista de ingredientes, sino que suele determinarse mediante ensayos de alimentación para determinar qué proporción de los alimentos ingeridos es absorbida y, por tanto, es aprovechable para el organismo del perro, y qué proporción es excretada con las heces. La digestibilidad de un alimento completo viene determinada, en particular, por la elección de las materias primas y su procesado, y puede verse influida por las diferencias anatómicas específicas de cada raza.
La necesidad energética de un perro puede definirse como "la cantidad mínima de un nutriente cuya ingesta es suficiente durante un periodo de tiempo prolongado para mantener las funciones fisiológicas necesarias de los animales de una población". Se calcula suponiendo una temperatura de unos 20 °C y no tiene en cuenta el consumo especial de energía debido a enfermedades u otras situaciones excepcionales como el embarazo o la lactancia. En 2006, el Consejo Nacional de Investigación de Estados Unidos publicó unos requisitos mínimos de nutrición canina que pueden servir de guía para elaborar la dieta. Una dieta diseñada para satisfacer las necesidades normales de mantenimiento de un perro adulto de tamaño medio que pese aproximadamente 20 kg contiene aproximadamente un 25% de proteínas, un 12% de grasas, un 5-7% de fibra, un 1,1% de calcio y un 0,8-0,9% de fósforo. El aporte energético oscila entre 898,5 (delgado) y 539,1 (sobrepeso) kcal al día y se calcula en función del peso metabólico.

### Proteínas
Las proteínas son fundamentales para la formación de nuevos tejidos y para el mantenimiento de la masa corporal del perro. Están formadas por aminoácidos, la mayoría de los cuales el perro puede producir por sí mismo. Sin embargo, algunos de ellos no los puede producir por el propio perro, por lo que es preciso que estos denominados aminoácidos esenciales estén presentes en cantidades suficientes en la parte proteica de la dieta. Su valor biológico se calcula en función de la proporción de aminoácidos esenciales contenidos en las proteínas: cuanto más se asemeje ésta a la del organismo del perro, mayor será el valor biológico de la fuente de proteínas.
Las fuentes de proteínas pueden ser tanto de origen animal como vegetal, siendo las de origen animal generalmente de mayor calidad que las de origen vegetal. Las fuentes de proteínas animales son la carne (a menudo de vacuno, cordero, pollo y pescado) y los subproductos de origen animal como los despojos, la harina de carne, la harina de hueso, la harina de pescado, los huevos secos, el pescado, la leche y los productos lácteos. Según el Reglamento de la UE n.º 1774/2002, sólo se pueden utilizar subproductos animales de la categoría 3 para la alimentación animal.
Las fuentes de proteínas vegetales más utilizadas son el gluten de Trigo, los productos de soja y la levadura de cerveza seca.

### Hidratos de carbono
Los hidratos de carbono son moléculas ricas en energía que pueden proceder de fuentes vegetales (azúcar, almidón) o animales (glucógeno). En principio, puede distinguirse entre hidratos de carbono digeribles y no digeribles. En los perros, los hidratos de carbono digeribles ostentan el segundo lugar en términos de aporte energético, delante de las proteínas y después de las grasas, y en concreto proporcionan energía a corto plazo. Un exceso de hidratos de carbono puede almacenarse en forma de glucógeno en el hígado y los músculos o convertirse en grasa y almacenarse en forma de tejido adiposo en el cuerpo.
La principal fuente de hidratos de carbono digeribles son los preparados de maíz, arroz, trigo o avena, y en raras ocasiones también de cebada, zanahoria, patata, semillas de lino y guisantes.
Los hidratos de carbono no digeribles no pueden ser descompuestos por el organismo debido a su tamaño y composición química. Como fibras alimentarias, favorecen el movimiento del intestino (peristaltismo) y, como fibras fermentables, influyen en la flora intestinal. Se obtienen del procesado del salvado de arroz, avena y trigo, hollejos, cáscaras de frutos secos y celulosa.
De la función de los hidratos de carbono en el proceso digestivo puede deducirse que una producción de pequeñas cantidades de heces, una baja generación de gases y una consistencia óptima de las heces son indicadores de fuentes de hidratos de carbono bien digeridas.

### Grasas
Las grasas son la principal fuente de energía de los alimentos para perros y actúan como potenciadores del sabor. Desde un punto de vista químico, están formados por glicerol triplemente esterificado (triglicéridos). Estas grasas pueden ser de origen animal o vegetal. Es importante contar con una proporción equilibrada de ácidos grasos esenciales, ya que el organismo no puede producirlos por sí mismo y, por tanto, debe ingerirlos en la dieta.
Las grasas animales proceden de los tejidos de los mamíferos, las aves y el pescado, como el sebo de vacuno, la manteca de cerdo, la grasa de ave y el aceite de pescado. Las grasas vegetales se obtienen extrayendo el aceite de la semilla o del grano de una planta. Los más utilizados son el aceite de soja, cártamo, girasol o maíz.

### Aditivos
Entre los aditivos se encuentran los conservantes (por ejemplo, sales, ácidos) y antioxidantes (por ejemplo, vitaminas E y C) que aumentan en la durabilidad del alimento, los aromatizantes naturales, los probióticos para estabilizar la flora intestinal y los oligoelementos y vitaminas.

## Por países

### España
En España, la producción histórica ha estado controlada por 4 grandes empresas, en más de un 50%:
- Nanta
- Sanders
- Hen
- Biona

Actualmente, son Cargill Inc, Trouw Nutrition España SA, and Alltech Inc.  